# José Antonio Novais
José Antonio Novais (Madrid, 30 de abril de 1925 - El Puerto de Santa María, Cádiz, 25 de marzo de 1993) fue un periodista español, célebre por sus reportajes —en medios españoles y como corresponsal de periódicos extranjeros— sobre la situación política bajo el régimen franquista.

## Biografía
Era hijo del periodista portugués y jefe de prensa de Manuel Azaña Joaquim Novais Teixeira.  Siguiendo los pasos de su padre, estudió periodismo en Francia y, tras volver a España, trabajó durante las décadas de 1960 y 1970 en el diario Madrid, siendo también corresponsal del periódico francés Le Monde. En este último se hizo célebre por cubrir la información de la ejecución del líder del Partido Comunista de España Julián Grimau en 1963, por su entrevista a Aureli Maria Escarré en ese mismo año y por su crónica sobre los sangrientos sucesos de Montejurra. Posteriormente fue corresponsal del Diario de Noticias de Lisboa y O Estado de São Paulo. 
Sus crónicas y reportajes políticos sirvieron para informar al mundo de lo que ocurría en España bajo la dictadura de Francisco Franco. Ello le llevó a convertirse en elemento indeseable para el régimen franquista, por lo que fue detenido en varias ocasiones y el Ministerio de Información y Turismo llegó a retirarle temporalmente el carné de prensa. Asimismo, en 1977 fue víctima de un ataque por miembros de la organización terrorista de ultraderecha Guerrilleros de Cristo Rey.
En 1982 recibió el III Premio de Periodismo Francisco Cerecedo y en 1983 fue merecedor de la Cruz de San Jorge otorgada por la Generalidad de Cataluña. 
Falleció en el El Puerto de Santa María en 1993, a los 68 años de edad.

## Obras
- ¿Quién mató a Julián Grimau?
- El libro negro de Montejurra
- La calle del Reloj
- Asesinato de Humberto Delgado